# Eupackardia calleta
Eupackardia calleta — ночная бабочка, единственный представитель своего рода Eupackardia Cockerell, 1912.

## Распространение
Встречается в Мексике, Гватемале и южных штатах США.

## Описание
Размах крыльев бабочки от 8 до 11 сантиметров.

## Питание
Кормовыми растениями гусеницы являются: ясень (Fraxinus), техасский шалфей (Leucophyllum frutescens), фукьерия блестящая (Fouquieria splendens) и Sapium biloculare.

## Галерея

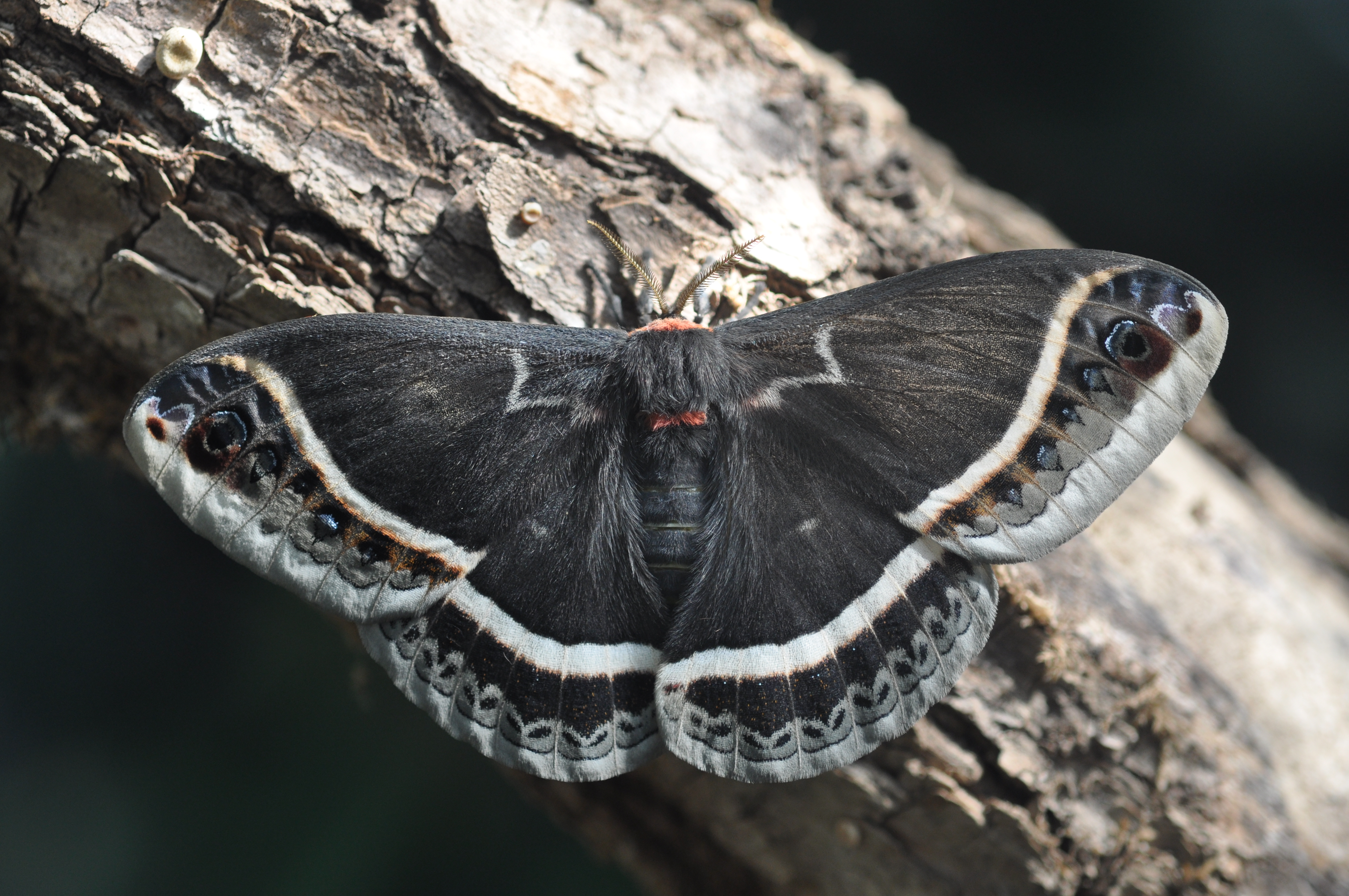